# Contorno Ferroviário da Região Metropolitana de São Paulo
O Contorno Ferroviário da Região Metropolitana de São Paulo, chamado também como Ferroanel, é um projeto de ligações ferroviárias entre as principais ferrovias que cortam a Região Metropolitana de São Paulo, formando um contorno ferroviário fora da mancha urbanizada mais densa da RMSP.
Seu objetivo principal é ampliar a capacidade do transporte ferroviário na região e separar a operação do transporte de cargas do transporte urbano de passageiros nas linhas que hoje são utilizadas em conjunto pela Companhia Paulista de Trens Metropolitanos (CPTM) e pela MRS Logística S.A. (responsável pelo transporte de cargas), permitindo também a melhoria do sistema de transporte público ferroviário da região.

## Histórico
No início dos anos 1960, São Paulo já tinha cerca de 4 milhões de habitantes e o centro da metrópole já envolvia as ferrovias que partiam e cruzavam a região,  surgindo os primeiros conflitos entre a movimentação urbana e os comboios de carga. Em 1969, buscando não deixar surgirem interferências no crescente escoamento das cargas do interior do Brasil em direção ao Porto de Santos, o governo do estado de São Paulo apresentou o projeto de implantação de um anel ferroviário em torno do aglomerado urbano. O projeto também apresentava o plano de uma futura ligação entre o anel e o Porto de São Sebastião. 

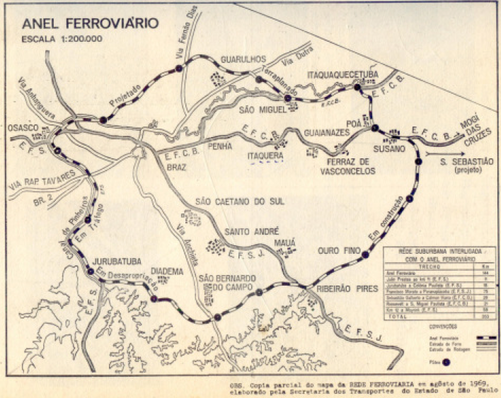
Projeto do Anel Ferroviário de São Paulo, elaborado pela Secretaria de Transporte de Estado de São Paulo, em 1969.

Entre 1966 e 1971 foi construído pela RFFSA o primeiro trecho deste plano, o Trecho Leste do então Anel Ferroviário de São Paulo que liga a cidade de Suzano a cidade de Rio Grande da Serra. A via parte do Ramal de São Paulo, na Estação Suzano, cruza um pequeno trecho de Ribeirão Pires, até chegar a Estação Rio Grande da Serra, onde se conecta com a Linha Santos-Jundiaí. Este trecho ficou conhecido como Ramal de Suzano.
Nas décadas seguintes, com o incentivo ao transporte rodoviarista, o setor ferroviário esmoreceu e o projeto acabou sendo esquecido, até mesmo após as concessões das malhas ao setor privado. A partir dos anos 2000, com a crescente demanda de usuários da CPTM, o projeto se mostrou indispensável e passou a ser atualizado para a condição atual das malhas.
No projeto atual, o Ferroanel utiliza-se de grandes trechos ferroviários existentes desde Campinas até próximo a Serra do Mar, com a adição de dois novos ramos (Norte e Sul), próximos a capital paulista. A partir de Campinas, em sentido horário, considera-se o trecho entre Boa Vista e Jundiaí, do antigo Tronco da Paulista; o trecho de Jundiaí a Perus da Linha Santos-Jundiaí; o trecho entre Perus e Engenheiro Manoel Feio do Ferroanel Norte, a ser construído; a Segregação Leste, entre  Engenheiro Manoel Feio e Suzano, construído pela MRS em 2014; o Trecho Leste existente, entre Suzano e Rio Grande da Serra; o trecho entre Rio Grande da Serra e Evangelista de Souza do Ferroanel Sul, a ser construído; o trecho entre Evangelista de Souza e Mairinque, da Linha Mairinque-Santos; e  por fim, o trecho entre Mairinque e Boa Vista, da Variante Boa Vista-Guaianã, fechando o "anel" ferroviário.

## Ferroanel Leste

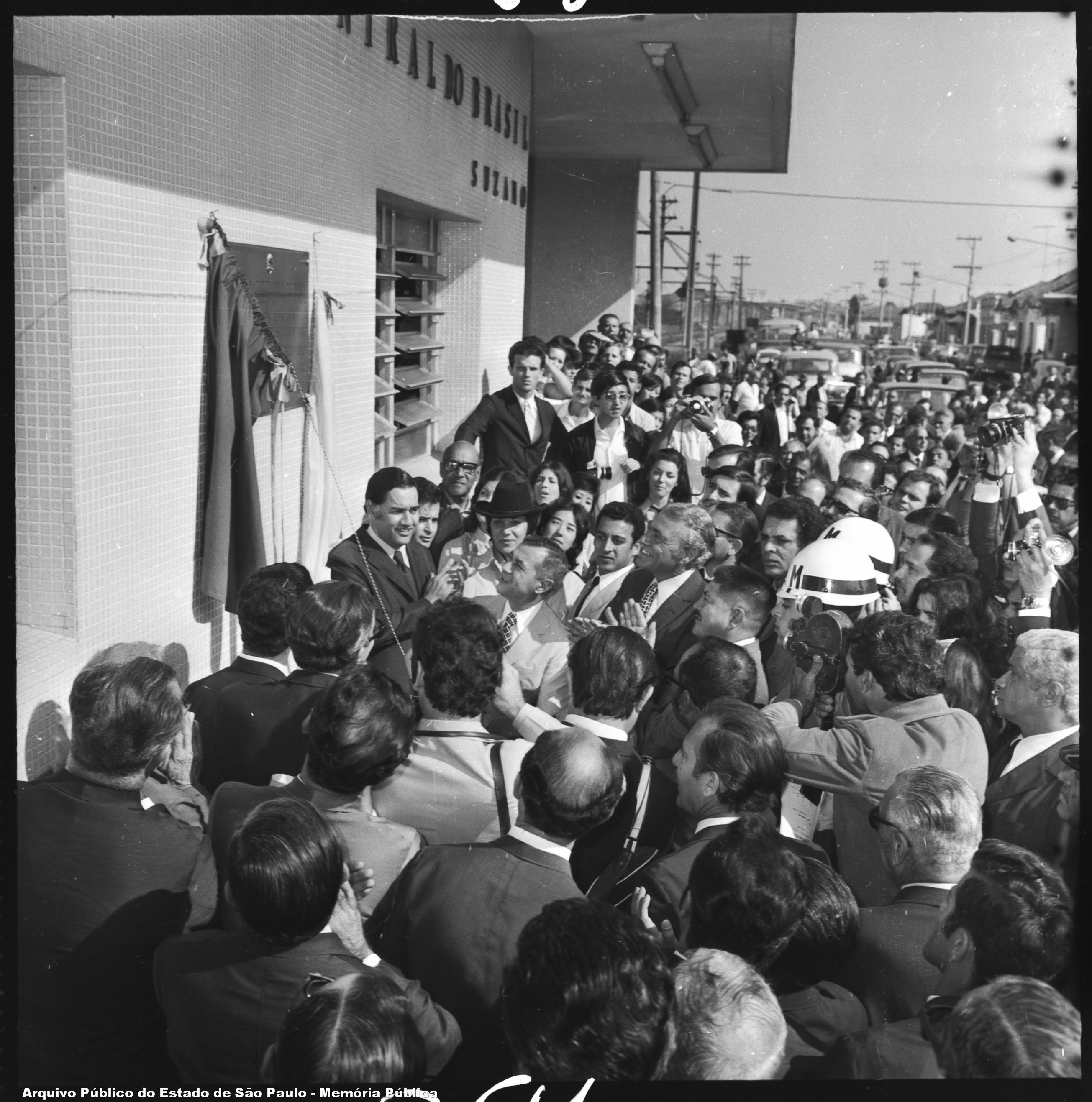
Cerimônia de inauguração do Trecho Leste, em Suzano (1971). Arquivo Público do Estado de São Paulo.

O Ferroanel Leste foi construído em bitola larga, entre os anos de 1966 e 1971 pela empresa J. Cardoso de Almeida Sobrinho Engenharia e Construções S/A (atual Ferreira Guedes/Grupo Agis) para atender ao projeto do então Anel Ferroviário de São Paulo, proposto pela FEPASA e Rede Ferroviária Federal (RFFSA), com o objetivo de evitar o compartilhamento da malha ferroviária entre os trens urbanos de passageiros e os trens de cargas que vêm do Ramal de São Paulo e seguem para o porto de Santos. Com 31 km de extensão, o Trecho Leste foi inaugurada em 4 de agosto de 1971. Sua construção custou NCr$ 23.500.000,00 à época.
Sem este ramal, os cargueiros teriam que seguir pelo Ramal de São Paulo até a Estação Brás para acessar a Linha Santos-Jundiaí e daí seguir em direção ao porto, utilizando grandes trechos que formam a malha dos trens urbanos de passageiros, atualmente da CPTM.
Com a preferência pela Variante do Parateí, os cargueiros vindos do Ramal de São Paulo passaram a acessar a Região Metropolitana de São Paulo pela Estação Engenheiro Manuel Feio, em Itaquaquecetuba, tendo que compartilhar a malha com os trens urbanos de passageiros até a Estação Suzano, para então acessar o Trecho Leste e seguir para o Porto de Santos.
Por conta dos conflitos gerados pelo compartilhamentos, em 2014 a concessionaria MRS Logística concluiu a chamada Segregação Leste, uma linha de 12 km de extensão, que segue paralela aos trilhos da CPTM entre a Estação Engenheiro Manuel Feio e a Estação Suzano, sendo exclusiva para trens cargueiros, eliminando o compartilhamento. A Segregação Leste passou a ser uma "extensão" do Trecho Leste até o início da Variante do Parateí, em Itaquaquecetuba.

### Operação
Em 1996 o Trecho Leste foi concedido pela RFFSA para a empresa MRS Logística, juntamente com o Ramal de São Paulo e a Linha Santos-Jundiaí.

## Ferroanel Norte
O Ferroanel Norte é o projeto de um ramal ferroviário com 53 km de extensão em via dupla e em bitola larga (1,60 m), para o transporte exclusivo de cargas destinada a contornar a parte norte da Região Metropolitana de São Paulo, permitindo a movimentação de cargas do interior do estado para o Porto de Santos, bem como a passagem de comboios entre o interior e o Vale do Paraíba.
O ramal fará a interligação entre a Estação Perus da Linha Santos-Jundiaí, em São Paulo e a Estação Engenheiro Manoel Feio do antigo Ramal de São Paulo, em Itaquaquecetuba, passando também por Arujá e Guarulhos. Atualmente, ambas as ferrovias são administradas pela concessionária MRS Logística.
O traçado da ferrovia será, na maior parte dele, vizinho ao traçado do Rodoanel Mário Covas (Trechos Norte e Leste), o que permite compartilhar a faixa de domínio em grande parte do percurso, diminuindo significativamente as desapropriações e os impactos sociais e ambientais. A previsão de movimentação de cargas, incluindo aquelas que têm destino ou origem na Região Metropolitana de São Paulo, é atingir 67 milhões de toneladas por ano até 2040, com destaque para contêineres, produtos siderúrgicos, cimento, granéis vegetais (soja, farelo e milho), açúcar, areia (para indústria de vidro), fertilizantes, celulose, minérios e coque.
As tratativas para a implantação do Ferroanel Norte tiveram início em 2011, quando o Governo do Estado de São Paulo celebrou acordo de cooperação técnica com a concessionária ferroviária  MRS Logística S.A.. Em setembro de 2011, o governador do estado Geraldo Alckmin e a presidente da república Dilma Rousseff anunciaram que o trecho norte do Ferroanel seria inaugurado em 2014, o que não ocorreu..A DERSA cedeu os projetos disponíveis para a implantação dos trechos Leste e Norte do Rodoanel e a MRS realizou estudos e projetos que demonstraram a viabilidade técnica e econômica da implantação do trecho Norte do ramal ferroviário na lateral do Rodoanel Mario Covas (SP-061). Esses estudos serviram como base para que o governo federal, por meio da Empresa de Planejamento e Logística (EPL), solicitasse, em 2013, que as obras de implantação do Rodoanel Norte (iniciadas em março daquele ano) preservassem espaços e condições para a implantação do Ferroanel. Em 2015, EPL e DERSA fecharam nova parceria, destinada à elaboração de um projeto de engenharia, bem como obter a licença ambiental prévia do empreendimento. A escolha da DERSA se deu em razão do acervo acumulado pela Companhia ao longo do processo de planejamento e implantação do Rodoanel Mario Covas.
Em julho de 2018, o presidente Michel Temer anunciou a vinculação da construção do trecho do Ferroanel Norte a concessionária MRS Logística, como contrapartida  ao pagamento do Valor de Outorga pela prorrogação antecipada do contrato de concessão da sua malha, por mais 30 anos, baseado nos termos da Lei 13.448 de 2017. A MRS terá o prazo de até cinco anos para concluir a ferrovia.

## Ferroanel Sul
O traçado do Ferroanel Sul ligará Ouro Fino Paulista, na antiga Linha Santos-Jundiaí, em Ribeirão Pires, à Estação Evangelista de Souza, na Linha Mairinque-Santos, em Parelheiros, flexibilizando os acessos ferroviários ao Porto de Santos, beneficiando diretamente a movimentação de cargas na Baixada Santista.
O projeto do Ferroanel Sul é complementar ao Rodoanel, e utilizará parte da faixa de domínio de seu traçado para amenizar as intervenções no meio ambiente, principalmente no que diz respeito à região sul da Grande São Paulo, onde o projeto atravessa grandes reservas nativas de Mata Atlântica e mananciais importantes das represas Billings e Guarapiranga. O acervo técnico produzido pela DERSA para as obras do Rodoanel Mário Covas trecho Sul, entregue em 2010 já com área reservada (faixa de domínio) ao lado do sistema viário, será fornecido sem custos para o projeto, porém este ainda não tem data para ter início.

## Trechos
| Trecho | Terminais                                                    | Extensão (km) | Data de inauguração | Observações                             |
| ------ | ------------------------------------------------------------ | ------------- | ------------------- | --------------------------------------- |
| Norte  | Estação Perus ↔ Estação Engenheiro Manuel Feio               | 53            | 2025 (previsto)     | Em projeto                              |
| Leste  | Estação Engenheiro Manuel Feio ↔ Estação Rio Grande da Serra | 43            | 1971                | Inauguração da Segregação Leste em 2014 |
| Sul    | Estação Rio Grande da Serra ↔ Estação Evangelista de Souza   | 55,3          | Indefinido          | Em estudo                               |